# Равье, Франсуа-Огюст
Франсуа-Огюст Равье (фр. François-Auguste Ravier; 4 мая 1814, Лион — 26 июня 1895, Морестель) — французский живописец, рисовальщик и акварелист, пейзажист-преимпрессионист.

## Биография
Будущий художник родился в Лионе. Родители готовили его к юридической карьере и отправили учиться в Париж. Изучая право с 1833 по 1839 год и получив квалификацию юриста, Франсуа-Огюст решил всё же посвятить себя живописи, поступив в Школу изящных искусств, где он учился у Теодора Карюэля д’Алиньи. Посещая мастерскую Карюэля д’Алиньи, Равье подружился с Камилем Коро, а затем с Шарлем-Франсуа Добиньи, творчество которых оказало на него большое влияние.
С 1840 по 1845 год Франсуа-Огюст Равье, по рекомендации Коро, работал в Италии, где вошёл в круг французской общины художников. В Италии он в основном рисовал сельские пейзажи и, по-видимому, никогда не выставлял там свои работы. Оригинальную технику письма мелкими раздельными мазками он, возможно, заимствовал у итальянского живописца Антонио Фонтанези. Вернувшись во Францию, он поселился в Кремьё, затем в 1868 году переехал в Морестель, привлечённый красотой местных видов у подножия Альп.
Помимо Коро, Равье был большим поклонником английского художника Уильяма Тёрнера. Благодаря его новаторским методам смешивания красок, отчасти заимствованным у Тёрнера, Равье иногда считают ранним импрессионистом. Многие молодые художники интересовались его преимпрессионистскими живописными приёмами и тоже приезжали в Морестель. Позднее эти художники были образовали группу, получившую название «Школа Морестель» (École de Morestel).
В последнее десятилетие своей жизни Равье страдал от прогрессирующей слепоты. Говорили, что он «слишком много смотрел на солнце». Художник скончался в Морестеле в 1895 году.

## Галерея

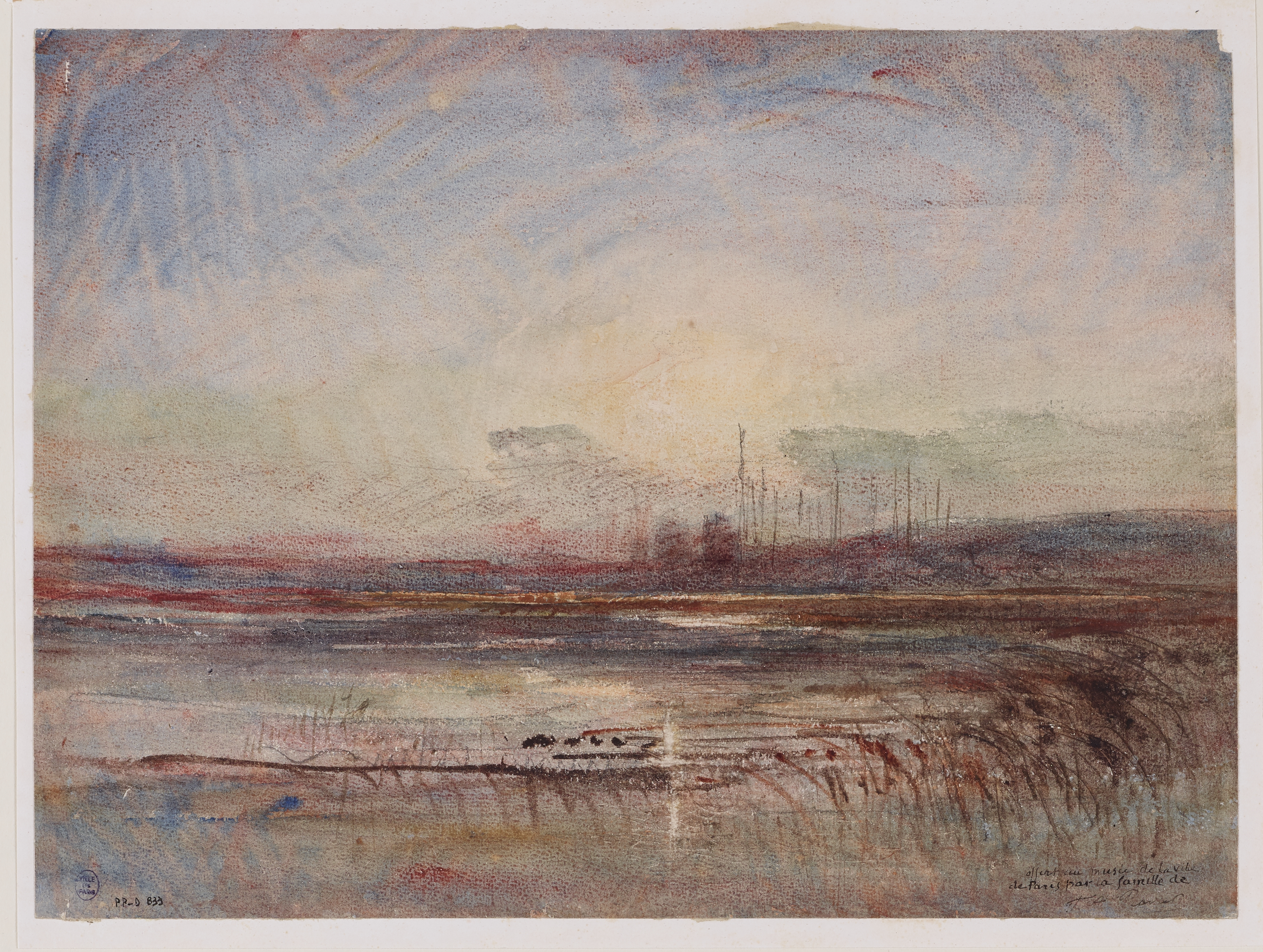
Заходящее солнце. Ок. 1870. Бумага, акварель. Музей изящных искусств города Парижа (Пти-Пале), Париж
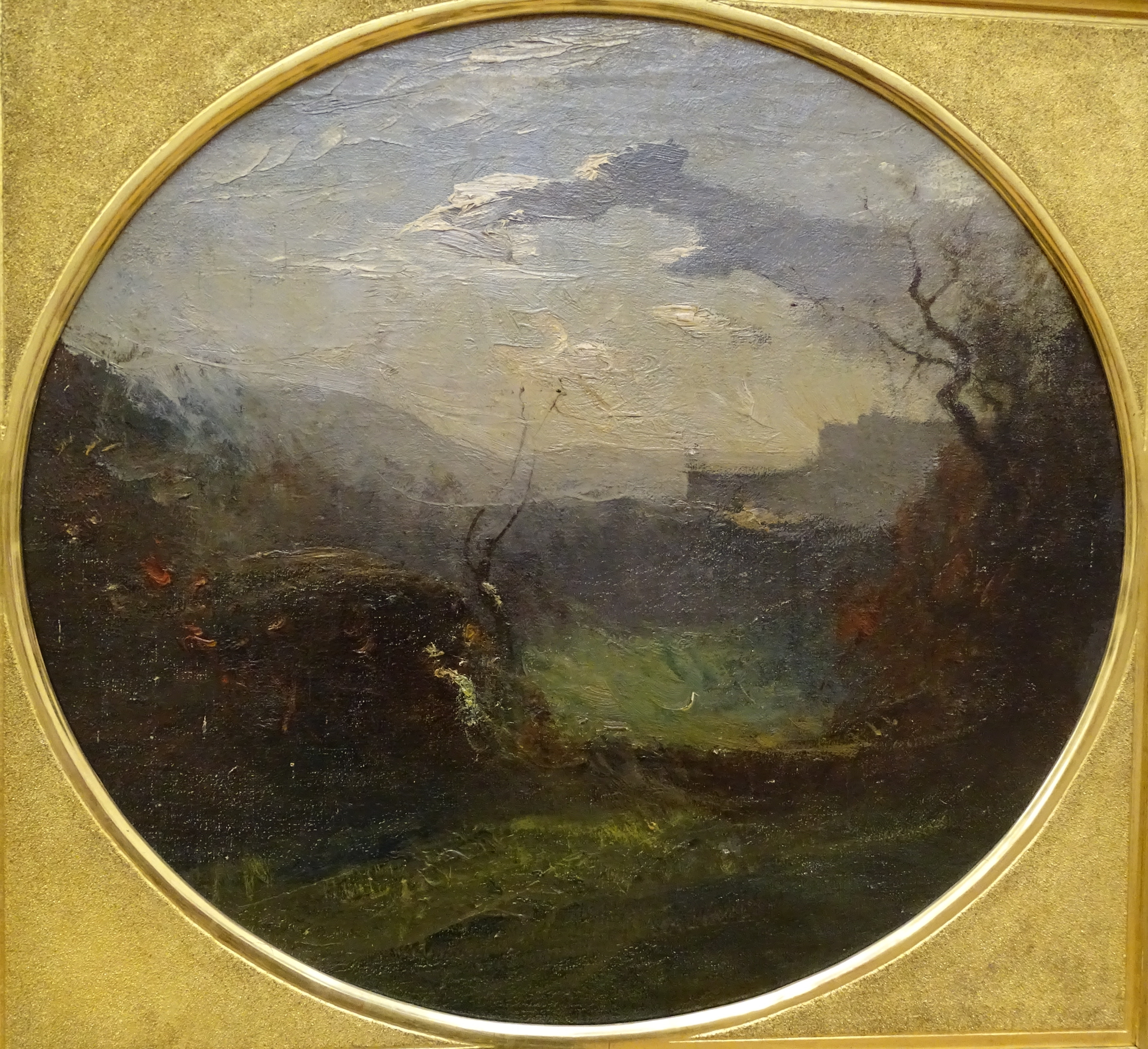
Шампрофон. Окрестности Кремьё. Утро. Дерево, масло. Между 1875 и 1895. Музей Гренобля
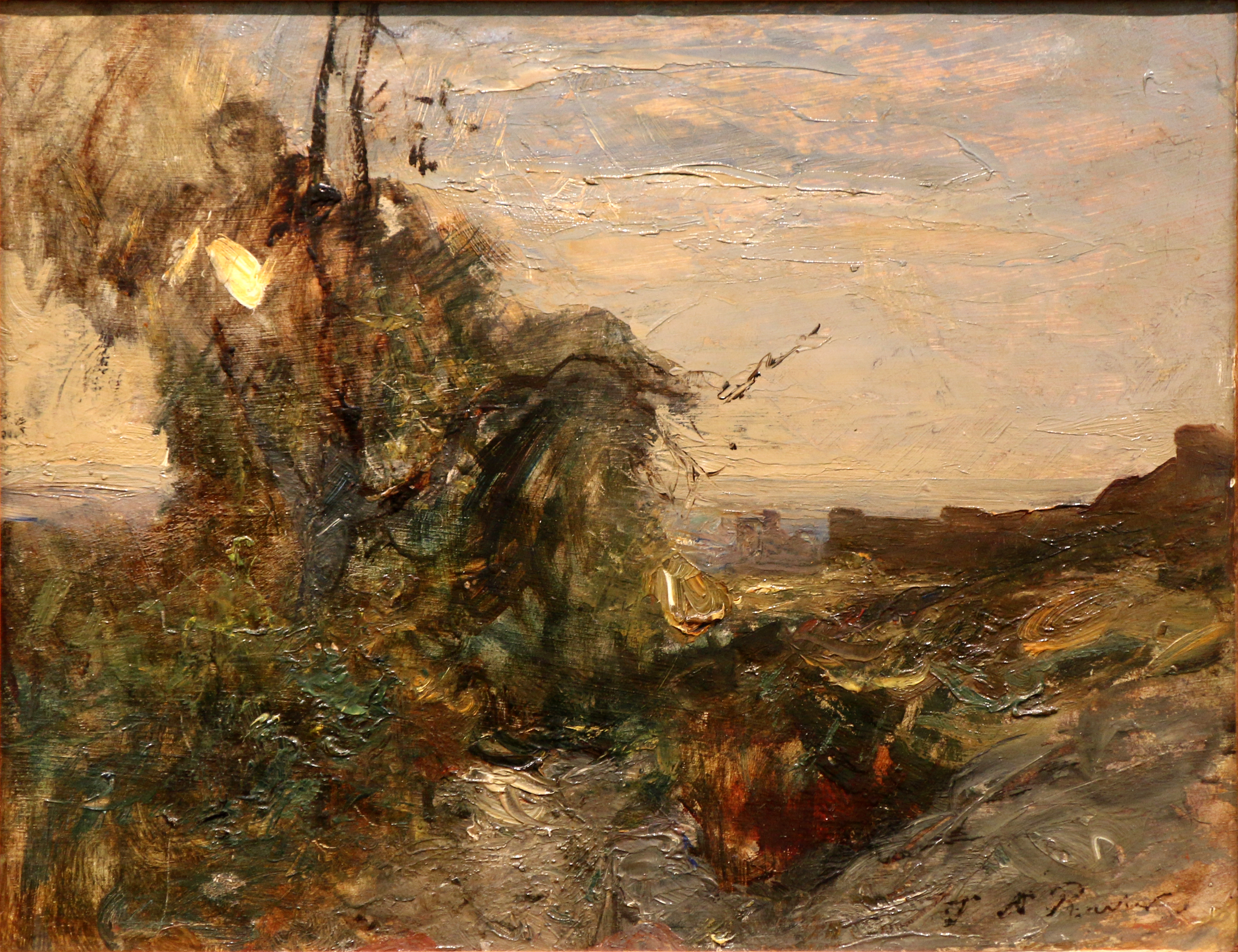
Вид Кремьё. Бумага, масло. Музей искусств, Тулон
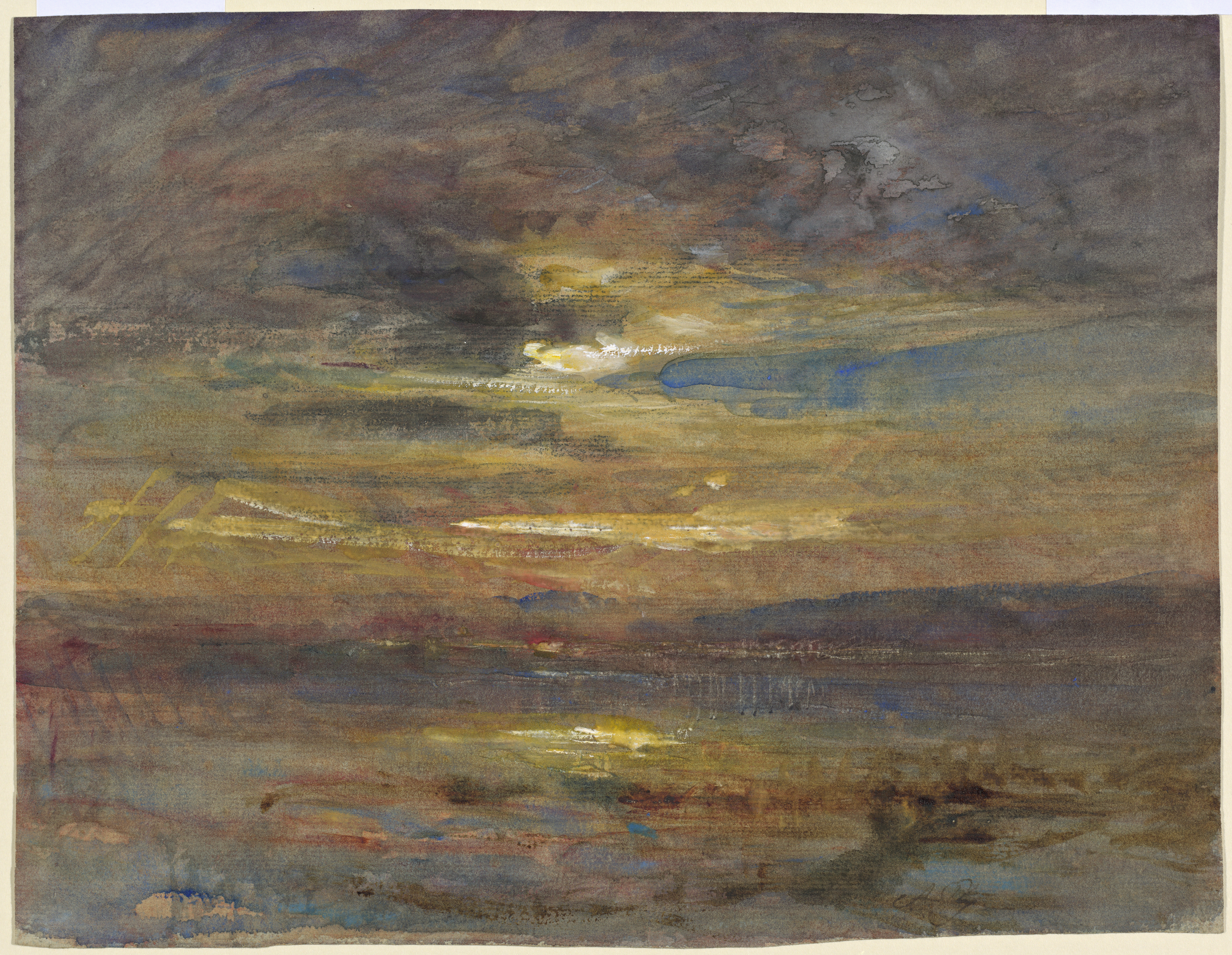
Закат над прудом. Ок. 1880. Бумага, акварель, тушь, гуашь. Национальная галерея искусства, Вашингтон
Пейзаж. Между 1870 и 1884. Бумага, акварель, гуашь. Музей искусств, Кливленд, США
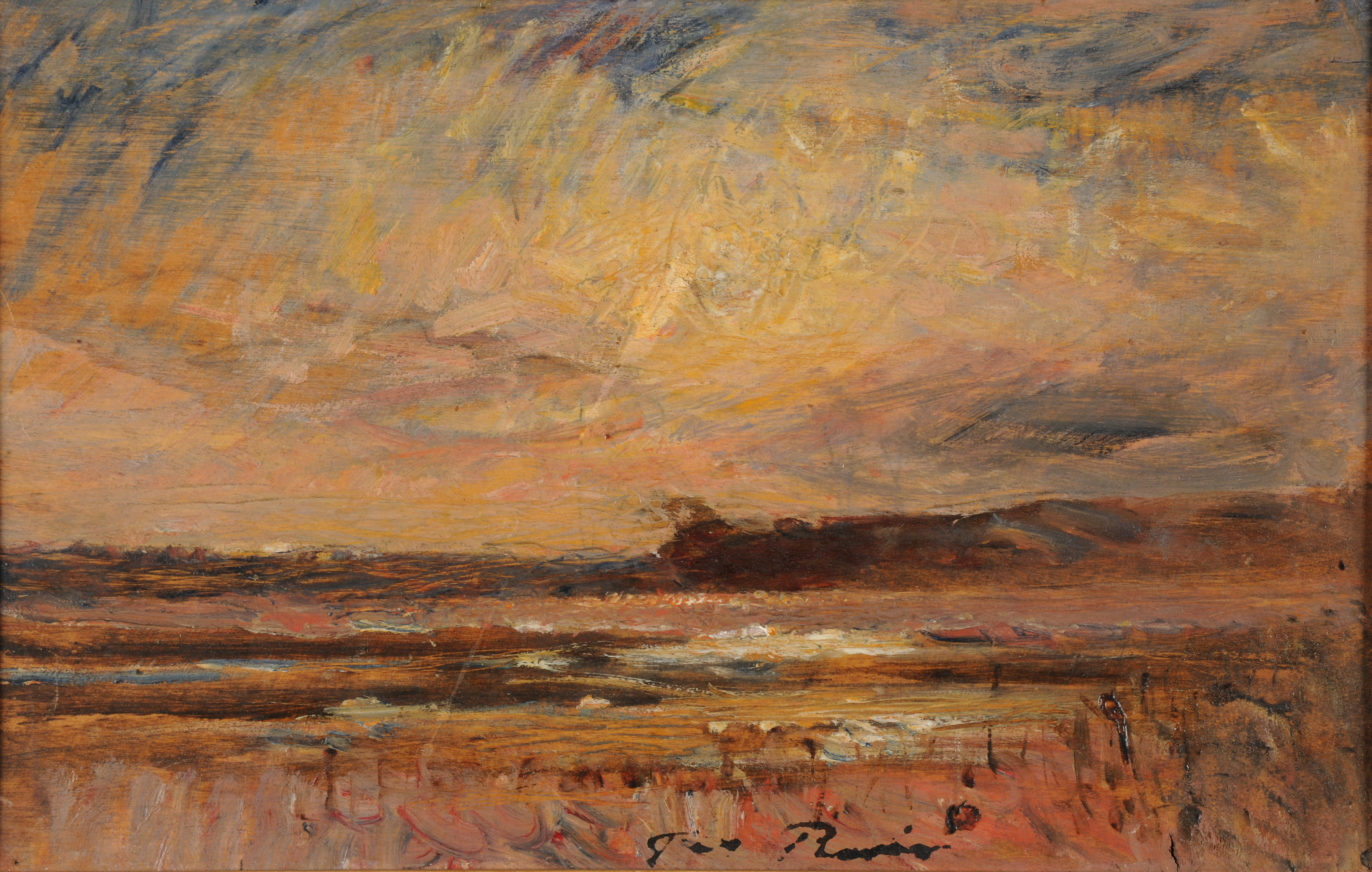
Пейзаж. Этюд. Дерево, масло. Музей изящных искусств, Реймс